# Balexert
Der Begriff Balexert stammt von bel essert und bezeichnet einen schönen urbar gemachten Ort. Vom 15. bis 17. Jahrhundert war das Gebiet im Besitz der ursprünglich aus dem Pays de Gex stammenden Familie Balexert, die dort einen Turm bewohnte und in der mächtigen Genfer Metzgerzunft vertreten war. Im Jahr 1860 entstand inmitten der weitläufigen Domäne das Château Balexert, ein stattliches Landhaus im Second-Empire-Stil.
Bekannt ist Balexert für das Einkaufszentrum Balexert.